# لو وي (ممثل)
لو وي (بالإنجليزية: Lo Wei)‏ (و. 1918 – 1996 م) هو كاتب سيناريو، ومنتج أفلام، ومخرج أفلام، وممثل أفلام من هونغ كونغ البريطانية، ولد في جيانغسو، بدأ مشواره المهني سنة 1949، توفي في هونغ كونغ، عن عمر يناهز 78 عاماً، بسبب قصور القلب.

## وصلات خارجية
- لو وي على موقع IMDb (الإنجليزية)
- لو وي على موقع روتن توميتوز (الإنجليزية)
- لو وي على موقع ألو سيني (الفرنسية)
- لو وي على موقع أول موفي (الإنجليزية)
- لو وي على موقع قاعدة بيانات الفيلم (الإنجليزية)
- لو وي على موقع كينوبويسك (الروسية)